# Hubneria subaenea
Hubneria subaenea là một loài ruồi trong họ Tachinidae.